# Palma (stad)
Palma is de hoofdplaats van het eiland Mallorca en de hoofdstad van de Spaanse autonome eilandengroep der Balearen. De stad telt 402.949 inwoners (1 januari 2016). Ze is gelegen aan de zuid-westkust van het eiland aan de Middellandse Zee. 
Bekende monumenten in Palma zijn de kathedraal La Seu, die uit de 13de eeuw dateert, een van de paleizen van de Spaanse koninklijke familie (L'Almudaina) en het fort Castell de Bellver.
In het hart van het winkelgebied van Palma ligt de Plaça Major. Dit is een geschaalde kopie van de Plaza Mayor in Madrid.

## Naam
Vaak wordt de benaming Palma de Mallorca gebruikt, vooral in het buitenland, maar in november 2016 besliste het regionale parlement dat de officiële naam Palma is. Historisch was de stad gekend onder dezelfde naam als het eiland: Mallorca.  Het epitheton Palma de Mallorca is van relatief recente origine (voornamelijk na de Nueva Planta-decreten) en wordt geassocieerd met Spaans centralisme omdat de naam vooral ontstaan is om verwarring met andere Spaanse toponiemen zoals Las Palmas de Gran Canaria en La Palma te vermijden.

## Geschiedenis
Het eiland Mallorca werd in 120 voor Chr. door de Romeinen veroverd, die er de stad Palma stichtten. Tussen 1276 en 1344 was Palma, afwisselend met het Franse Perpignan, de hoofdstad van het koninkrijk Mallorca.

## Demografische ontwikkeling
Bron: INE; 1857-2011: volkstellingen
Opm: Bevolkingscijfers in duizendtallen; aanhechting van Establiments (1920)

## Bezienswaardigheden

### La Seu
Het verhaal gaat dat koning Jacobus I, op weg naar het heroverde Mallorca, in een hevige storm terechtkwam. Hij beloofde een kerk ter ere van de Maagd Maria te laten bouwen als hij veilig op Mallorca zou aankomen.
De bouw van de kathedraal begon in 1230 op de plek waar ooit de belangrijkste moskee van Palma stond. Na bijna 400 jaar werd de bouw in 1601 afgerond. Door een aardbeving in 1851 werd een groot deel van de westelijke gevel verwoest, maar dit deel is ook weer opnieuw opgebouwd.
De kathedraal is 121 meter lang en 55 meter breed. Hij heeft een roosvenster van 11,5 meter doorsnede, dat een van de grootste ter wereld is. Tussen 1903 en 1914 paste Gaudí het interieur aan. Hij ontwierp onder meer de kroonluchters en de niet voltooide doornenkroon boven het altaar.

### Bellver

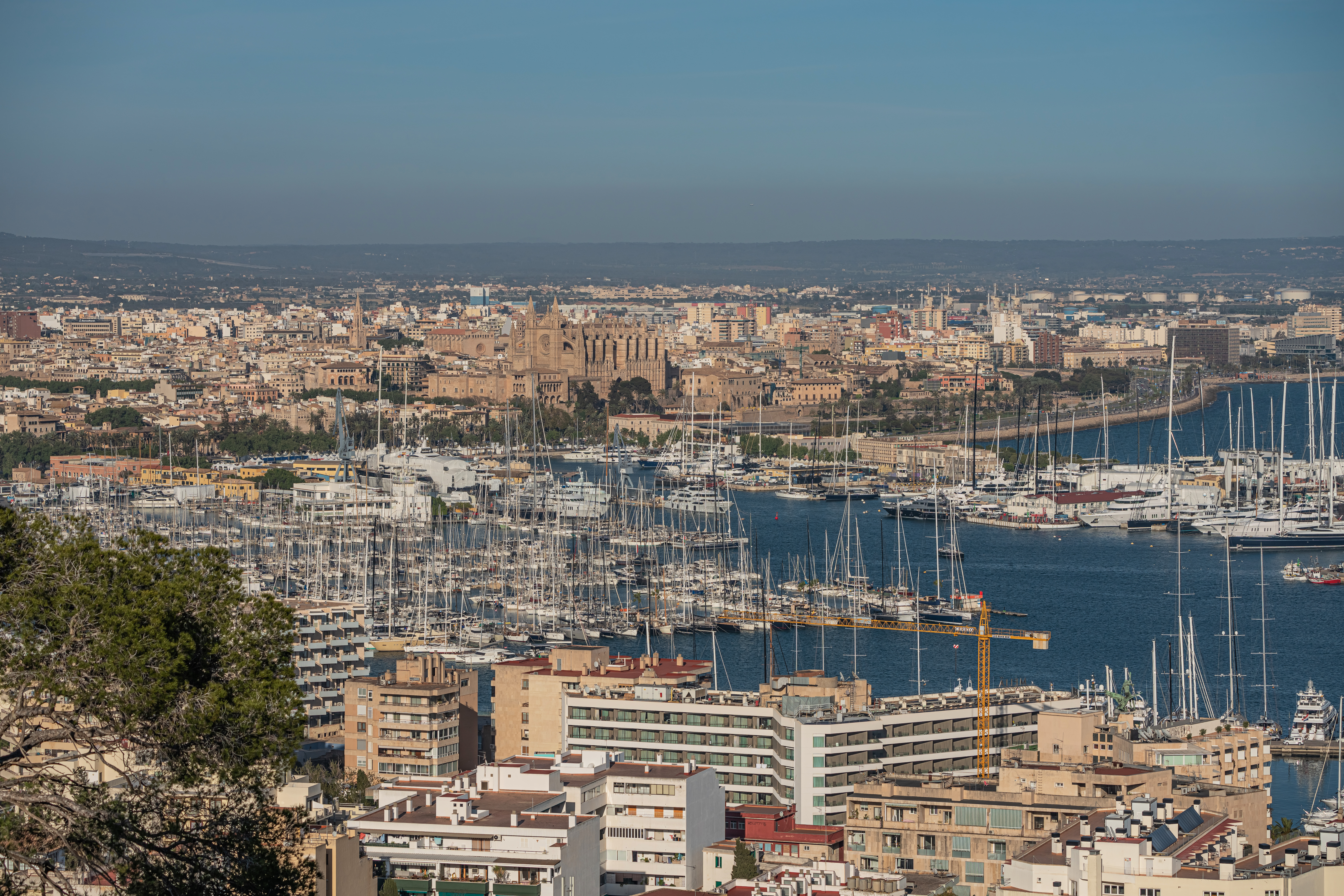
Bellver

Bellver, Catalaans voor schoonzicht, is een 14e-eeuwse gotische burcht in het zuidwesten van Palma. Het is de enige geheel ronde vesting van Europa. De burcht werd in opdracht van koning Jacobus II gebouwd en door Pere Salvà ontworpen. Hij heeft vier ronde torens, waarvan er één door middel van een brug met het hoofdgebouw is verbonden. Het hoofdgebouw is een donjon en wordt Torre de l'Homenatge genoemd.
In de loop der jaren heeft het kasteel verschillende functies gehad. In de 14de eeuw diende het tot verblijf van de koning van Mallorca. In 1717 werd het als gevangenis ingericht en in 1821 als munterij. In het kasteel is een museum gevestigd.

### Baños árabes
Deze baden vormen een van de zeldzame overblijfselen van de Moorse architectuur op Mallorca. Ze dateren uit de elfde eeuw en zijn gelegen in het hart van het historisch centrum. In de naar afmetingen eerder bescheiden centrale vierkante ruimte ondersteunen twaalf zuilen een koepel met tussen die zuilen ronde openingen. Deze ruimte was bestemd voor de warme baden. Er is eveneens een kleinere aanpalende ruimte en een tuin.

### Modernistische woonhuizen
De ingrepen die Gaudí deed in de kathedraal zijn niet de enige modernistische sporen in Palma. De stad kan bogen op enkele prachtige woonhuizen:  
- het Gran Hotel (Lluís Domènech i Montaner, 1901-1903). Opvallend is de rijk versierde gevel met keramiek en gebeeldhouwde elementen. Dit luxueus hotel was een pionier op het gebied van de toeristische industrie en het hotelwezen. Het was het meest luxueuze hotel van Spanje tot de inwijding van het Hotel Ritz in Madrid. Het gebouw fungeert sinds 1993 als een cultureel centrum.
- Forn des Teatre (modernistische gevel sinds 1916). De oker-, rood- en groenkleurige voorgevel van deze kleine en druk beklante banketbakkerij is wellicht de meest gefotografeerde van Palma. De bakkerij dateert uit de 19e eeuw en werd in 1916 gerestaureerd in de huidige modernistische stijl.
- Can Casasayas of edificio Casasayas en pensión Menorquina (Francisco Roca Simó en Guillem Reynés Font, 1908-1911). Het gaat om twee symmetrische residentiële woningen gescheiden door een smalle straat. Opvallend zijn de ondulerende gevels.
- Can Forteza Rey (ontworpen door de goudsmid Lluis Forteza Rey, Gabriel Juan y Ribas en José Alomar, 1909) en Edificio los almacenes El Águila (Gaspar Bennàssar en Jaume Alenyà, 1908) staan naast elkaar en lijken met elkaar vervlochten. De rijk versierde gevel van Can Forteza Rey verraadt de invloed van het beroemde Casa Batlló van Gaudí, inzonderheid door de onregelmatige schikking van de kleurrijke gefragmenteerde tegels en de ranke verticale en organisch aandoende zuilen. De gevel van Edificio los almacenes El Águila vertoont de invloed van de Wiener Secession in de geometrische compositie, in de sierlijke afwerking van de halfronde boog (zie Otto Wagners stations voor de metro van Wenen) en in de bekroning van het geheel. Opvallend zijn evenzeer de drie heel grote en onderling verschillende erkers van het geheel.

## Openbaar vervoer
Palma heeft twee metrolijnen (metro van Palma) en daarnaast een dicht busnet. Acht kilometer oostwaarts ligt de luchthaven van de stad, het op twee na grootste vliegveld van Spanje.
Ferrocarril de Sóller opende op 16 april 1912 de Tram de Sóller om er vooral sinaasappelen mee te vervoeren. De tram heeft nog enkel een toeristische betekenis, het loopt door naar de kust (Puerto de Sóller).

## Sport
De Baleaarse voetbalclubs Reial Club Deportiu Mallorca en Club Deportivo Atlético Baleares zijn in Palma gevestigd en spelen in de Spaanse nationale competitie in de Tweede divisie A. 

## Weer
| Maand                         | jan  | feb  | mrt  | apr  | mei  | jun  | jul  | aug  | sep  | okt  | nov  | dec  | Jaar |
| ----------------------------- | ---- | ---- | ---- | ---- | ---- | ---- | ---- | ---- | ---- | ---- | ---- | ---- | ---- |
| Gemiddeld maximum (°C)        | 15,2 | 15,4 | 16,6 | 18,6 | 22,2 | 26,0 | 28,6 | 29,2 | 26,6 | 22,5 | 18,2 | 15,4 | 21,2 |
| Gemiddeld minimum (°C)        | 5,4  | 5,6  | 6,9  | 8,8  | 12,4 | 16,2 | 20,0 | 20,6 | 17,9 | 13,9 | 9,6  | 7,3  | 12,1 |
|                               |      |      |      |      |      |      |      |      |      |      |      |      |      |
| Neerslag (mm)                 | 42   | 34   | 33   | 41   | 29   | 16   | 6    | 18   | 50   | 73   | 52   | 51   | 445  |
| Bron: Weer Palma - Worldmeteo |      |      |      |      |      |      |      |      |      |      |      |      |      |

## Vriendschapsbanden
- Düsseldorf (Duitsland)

## Bekende inwoners van Palma

### Geboren
- Ramon Llull (1232/33-1315/16), Catalaans schrijver, filosoof, dichter en theoloog
- Valeriano Weyler (1838-1930), militair en politicus
- Fortunio Bonanova (1895-1969), baritonzanger en acteur
- Josep Massot i Muntaner (1941-2022), monnik, filoloog, historicus, uitgever en essayist
- Pau Riba (1948-2022), auteur en kunstenaar
- Rossy de Palma (1964), actrice
- David Castedo (1974), voetballer
- Antonio Tauler (1974), wielrenner
- José Luis Martí (1975), voetballer
- Carlos Moyá (1976), tennisser
- Jorge Lorenzo (1987), motorcoureur
- Alfonso Artabe (1988), voetballer
- Pedro Bigas (1990), voetballer
- David Bustos (1990), atleet
- Mario Mola (1990), triatleet
- Adrián Dalmau (1994), voetballer
- Joan Campins (1995), voetballer
- Marco Asensio (1996), voetballer
- Julio Pleguezuelo (1997), voetballer
- Yurani Blanco (1998), wielrenster
- Patricia Guijarro (1998), voetbalster

### Overleden
- Franky Gee (43), Amerikaans zanger Captain Jack (22 oktober 2005)
- Jean Dausset (92), Frans immunoloog (6 juni 2009)

## Foto's

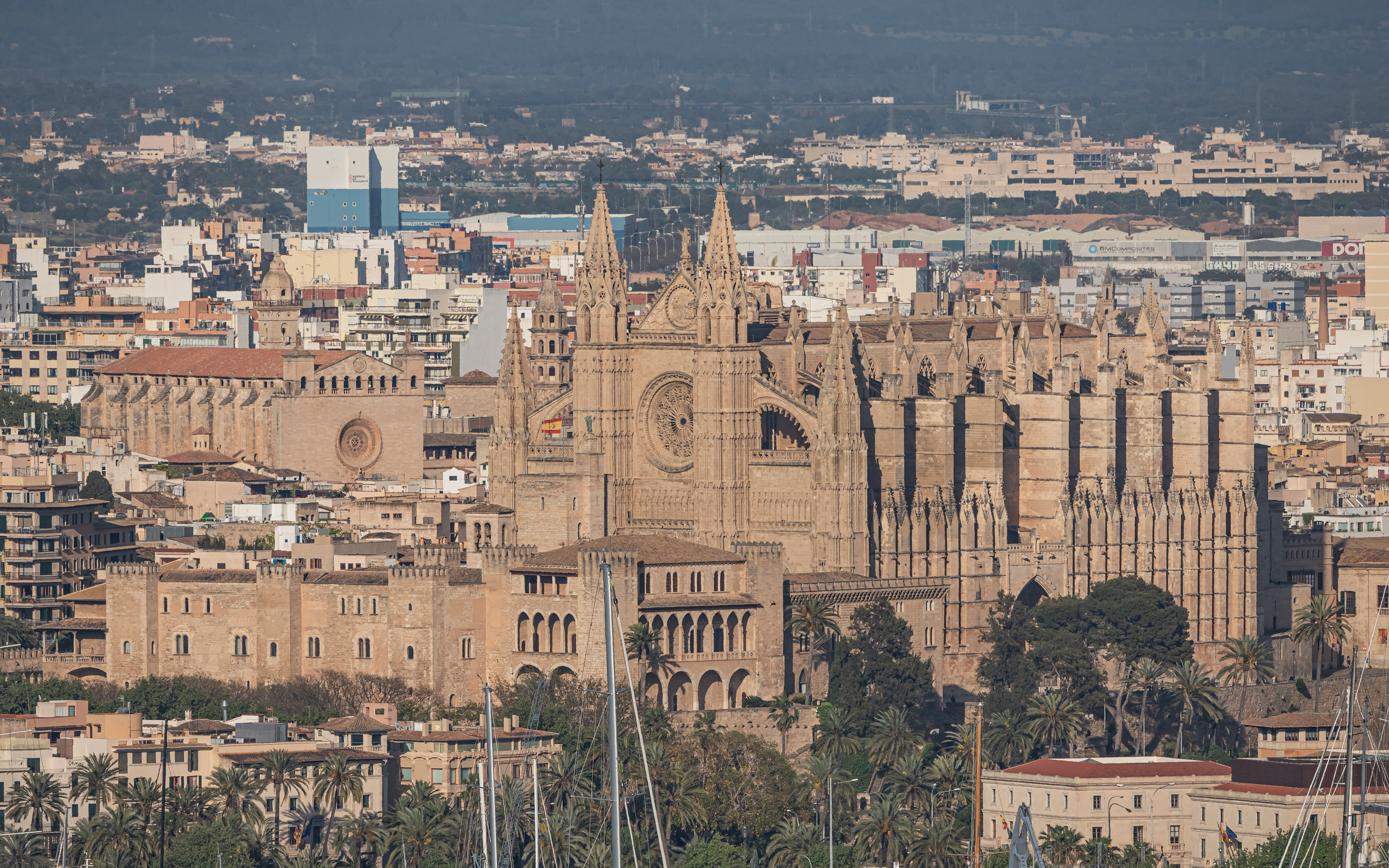
La Seu
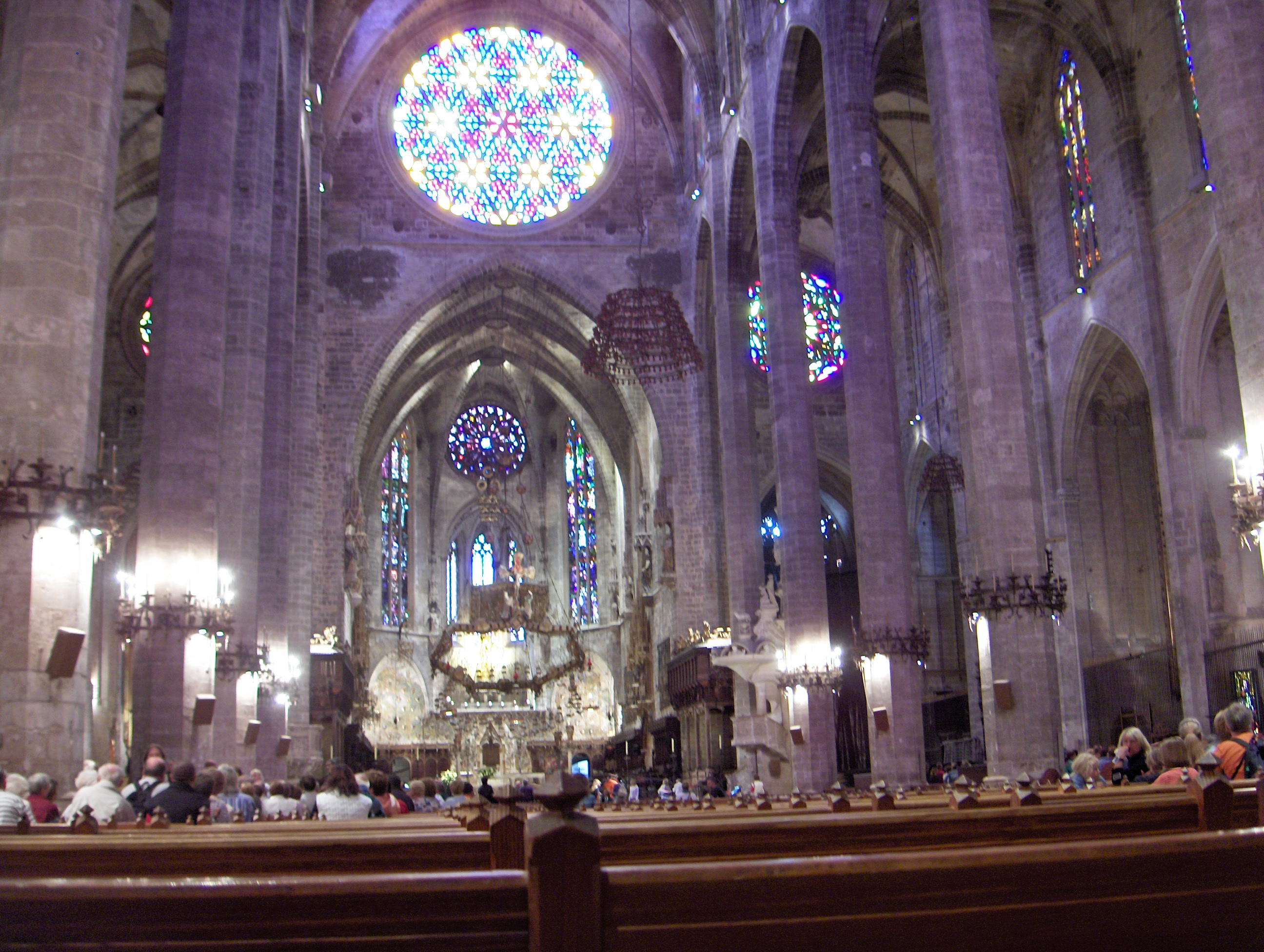
Interieur La Seu
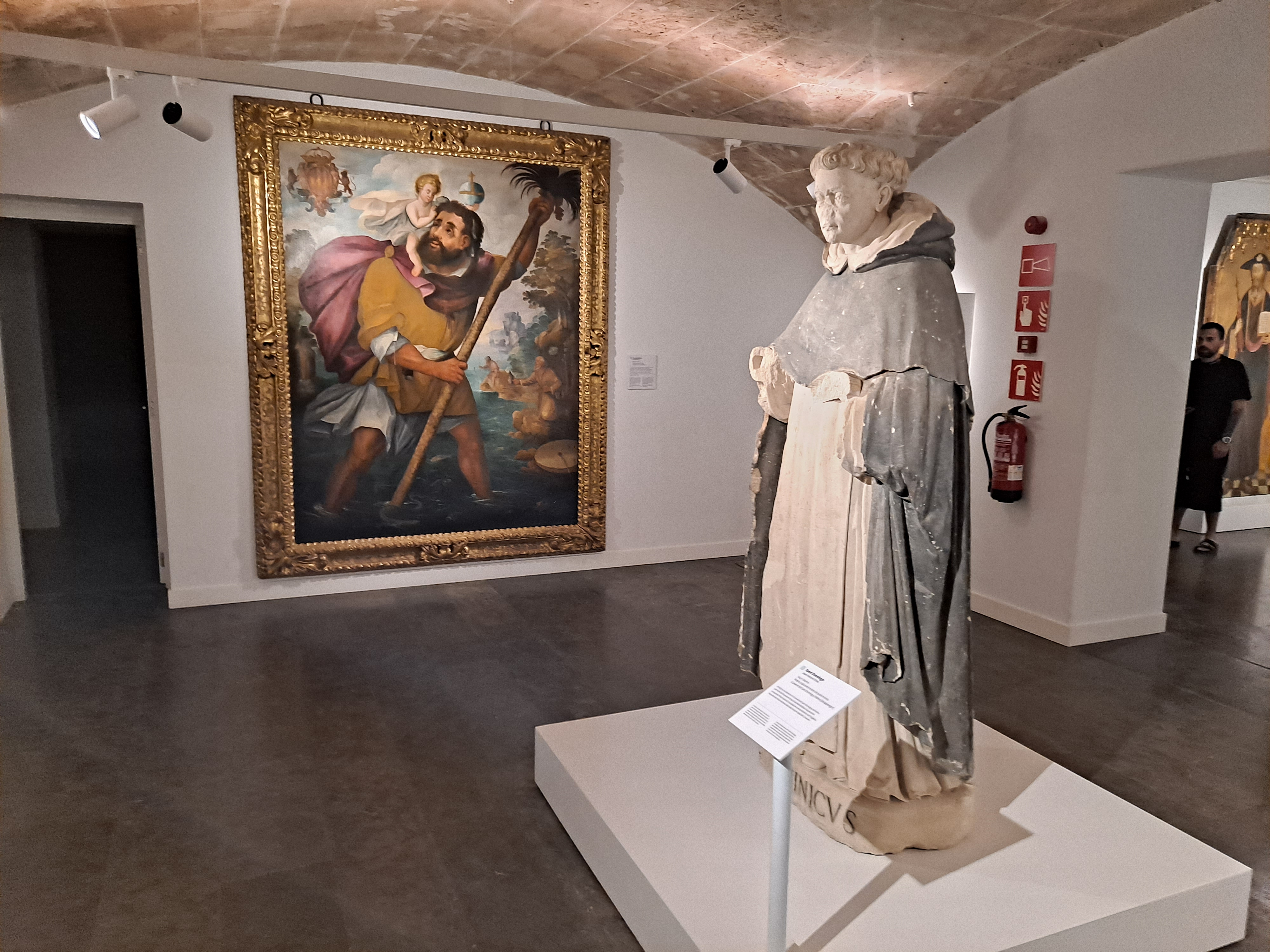
museum voor religieuze kunst
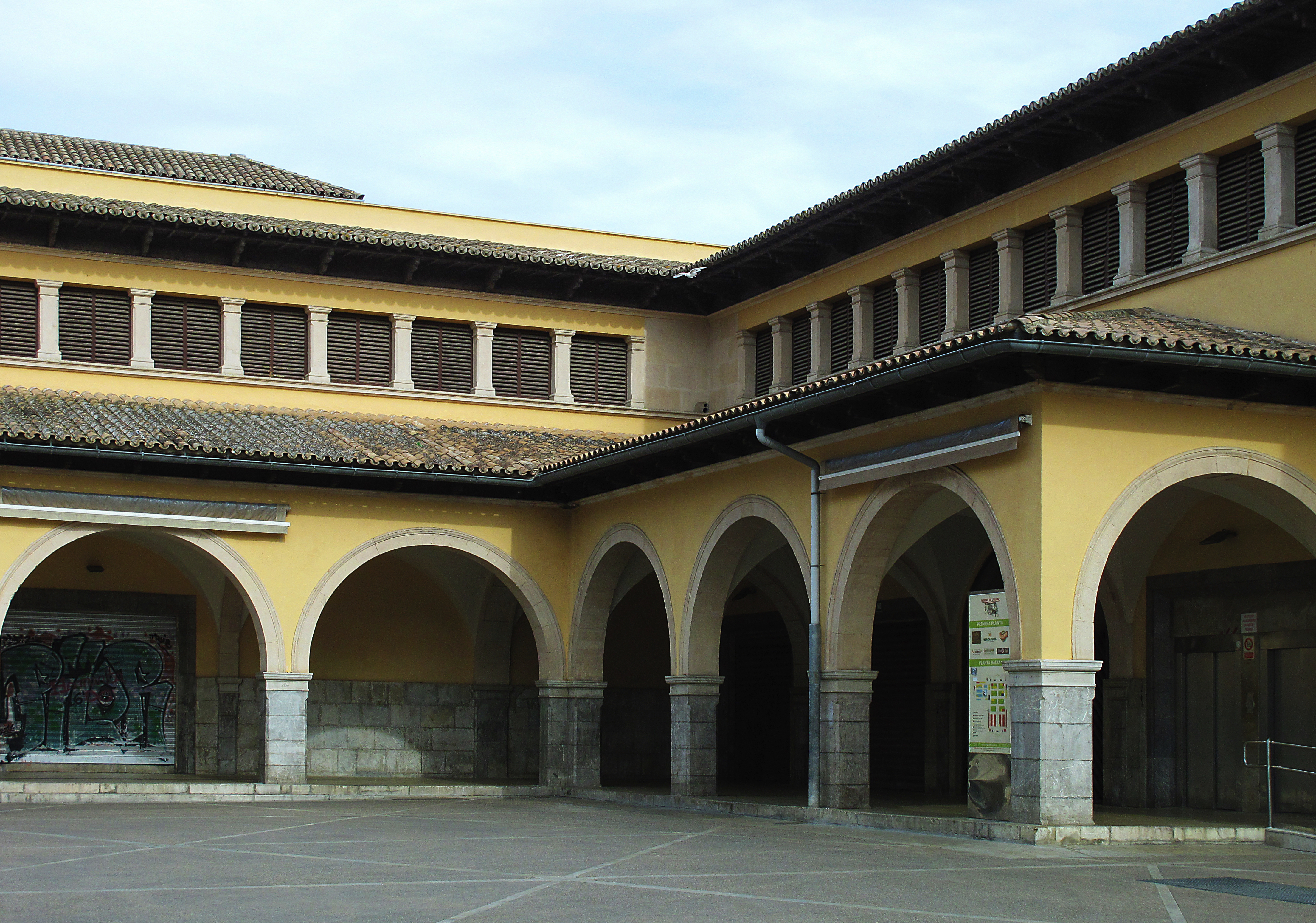
Mercat de l'olivar
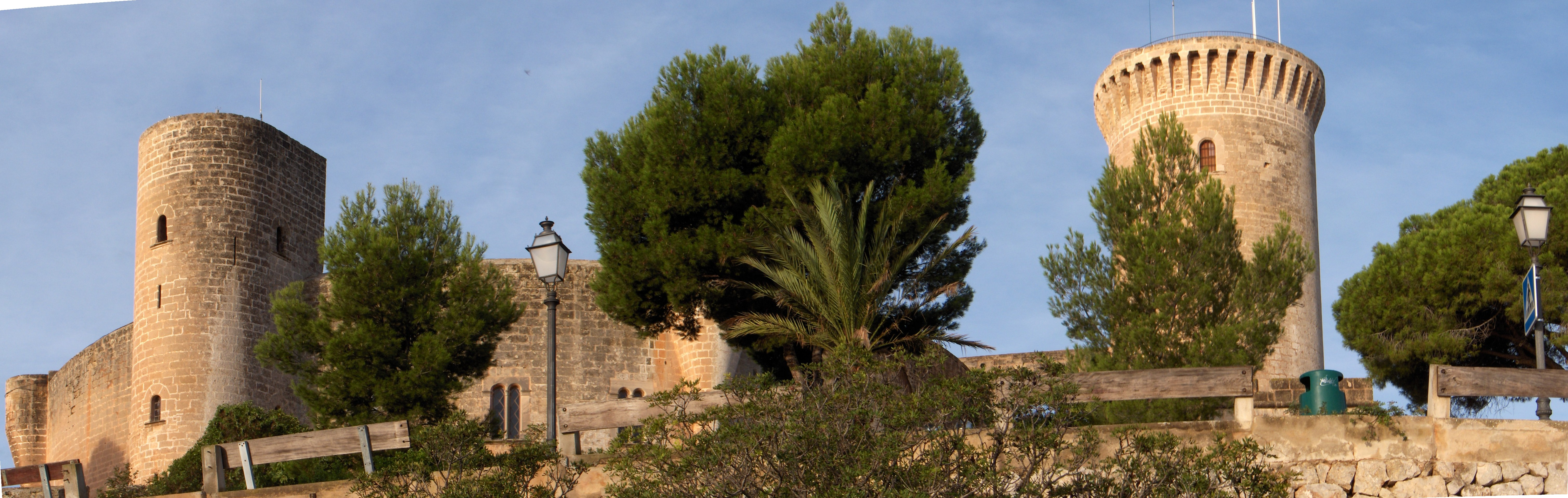
Het kasteel Bellver met rechts Torre de l'Homenatge